# دارين بروكس
دارين بروكس (بالإنجليزية: Darren Brooks)‏ مواليد 28 أغسطس 1982 في سانت لويس، هو لاعب كرة سلة أمريكي. بدأ مسيرته الاحترافية في سنة 2005. يبلغ طوله 6 قدم 3 بوصة (1.9 م). اعتزل اللعب في 2008.

## المسيرة الاحترافية
لعب مع كانتون شارج في سنة 2006، ثم لعب مع برث وايلدكاتز في الدوري الأسترالي في موسم 2006–2007، ثم لعب مع أتلتيكوس دي سان جرمان في سنة 2007، ثم لعب مع بي جي غوتنغن في الدوري الألماني في موسم 2007–2008.

## روابط خارجية
- دارين بروكس على موقع كرة السلة الأوروبية.كوم (الإنجليزية)
- دارين بروكس على موقع DraftExpress.com (الإنجليزية)
- دارين بروكس على موقع كلية كرة السلة في سبورتس رفرنس.كوم (الإنجليزية)
- دارين بروكس على موقع ريلجم (الإنجليزية)
- دارين بروكس على موقع بروبوليرز (الإنجليزية)
- دارين بروكس على موقع سبورتس رفرنس (الإنجليزية)